# Avicennia marina
Espèce
Classification phylogénétique
Statut de conservation UICN

 LC  : Préoccupation mineure

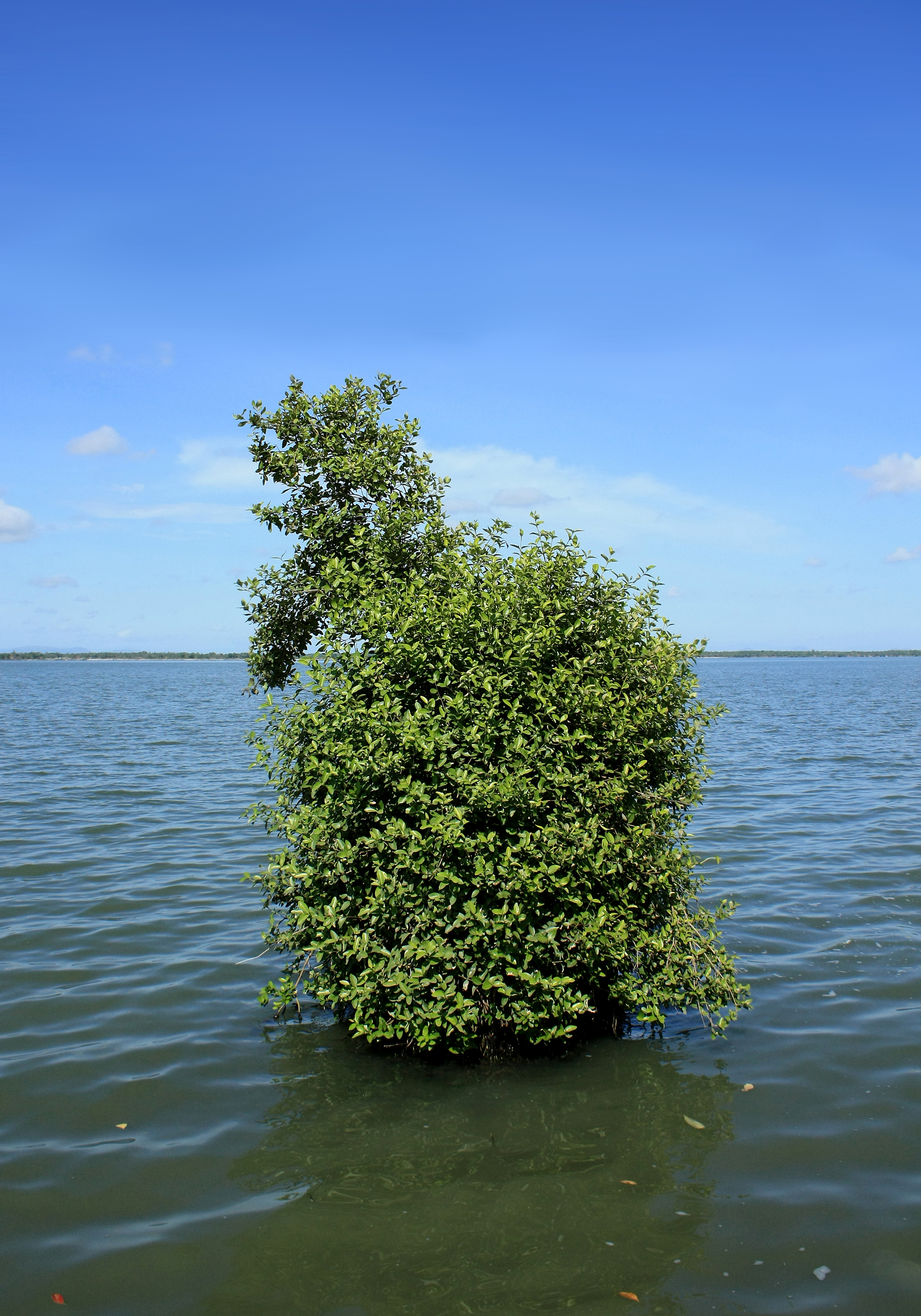
Individu pionnier de l'espèce A. marina dans le lagon de Batticaloa, au Sri Lanka.

Avicennia marina est une espèce de plantes à fleurs de la famille des Verbenaceae, ou des Acanthaceae selon la classification phylogénétique. C'est un arbre de mangrove qui est notamment présent en Nouvelle-Calédonie, mais aussi sur la côte de l'Afrique de l'Est, en Asie du Sud et en Asie du Sud-Est ainsi qu'en Australie.
Dans les mangroves d'Asie du Sud-Est, les palétuviers noirs Avicennia marina se trouvent près de la mer, au niveau des basses eaux. Ce sont parmi les premiers arbres à former et coloniser la mangrove (avec les arbustes du genre Sonneratia).
Ces arbres ont de longues racines qui fixent la vase et permettent à de nouveaux sédiments de se déposer derrière.
Avicennias marina supporte un degré élevé de salinité. Il supporte aussi d'être presque continuellement submergés dans l'eau salée de la mer.
Et comme il n'y a pas d'air dans la vase salée, les racines d'Avicennias marina donnent naissance à des pneumatophores, excroissances verticales exposées à l'air à marée basse pour leur permettre de respirer.

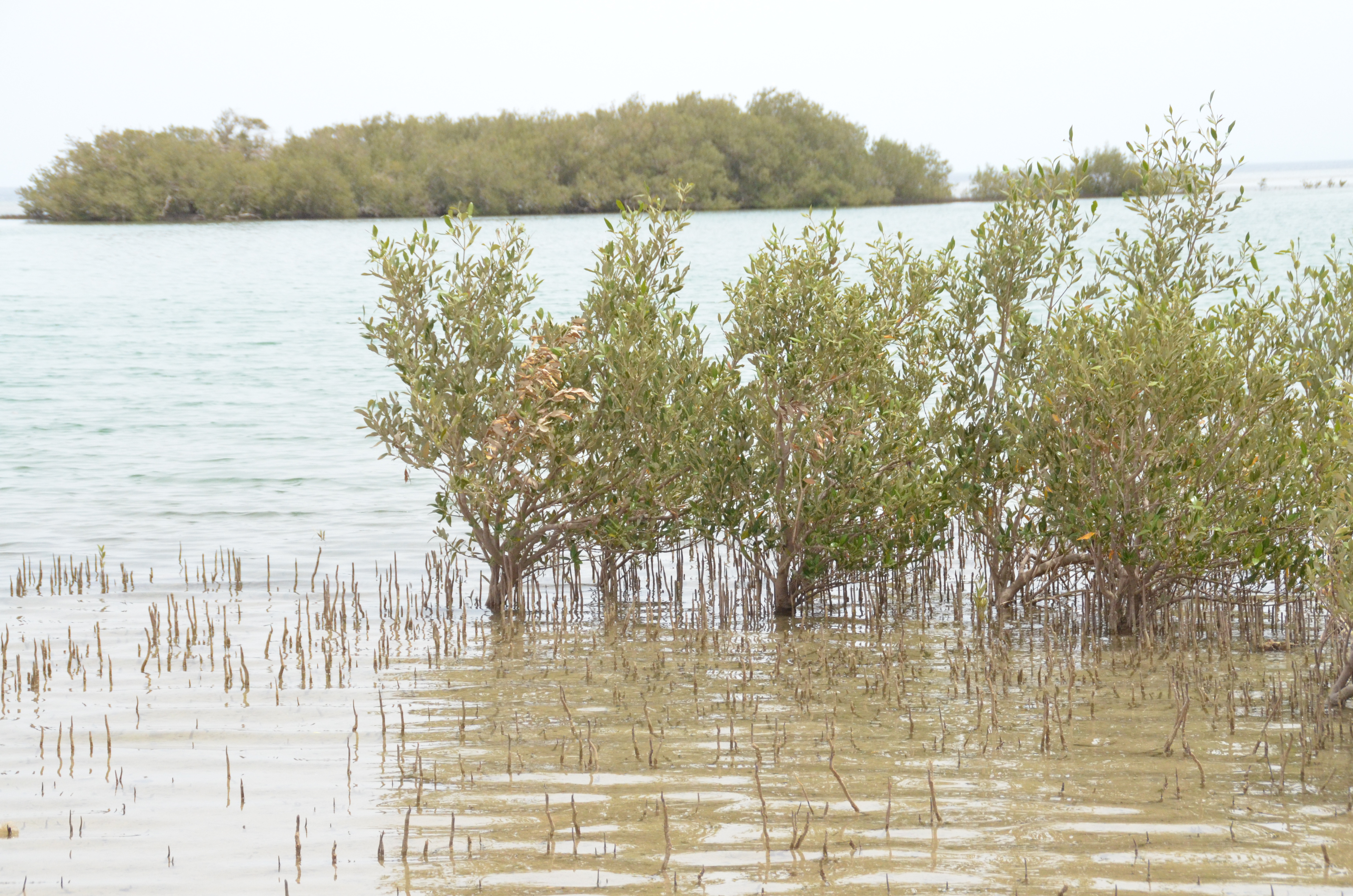
Palétuviers Avicennia marina partiellement submergés par la mer rouge avec leurs pneumatophores qui émergent au dessus de l'eau, mangrove du Sinaï, dans l'aire protégée de Nabq, en Égypte.

## Écologie
Comme les autres palétuviers, cette espèce contribue à la fixation des sédiments et du trait de côte. 
Les racines de cette plante, en complément du travail de crabes fouisseurs tels que Uca vocans, réoxygènent en permanence le sédiment vaseux et modifient le cycle du soufre et du carbone en contribuant à la biogéochimie des sulfures.